# الشرنمة (إب)

تعديل مصدري - تعديل

الشرنمة هي إحدى قرى عزلة الروس بمديرية إب التابعة لمحافظة إب، بلغ تعداد سكانها 553 نسمة حسب تعداد اليمن لعام 2004.